# Episodi di Transparent (quarta stagione)
La quarta stagione della web serie Transparent, composta da dieci episodi, è stata interamente resa disponibile negli Stati Uniti dal servizio di streaming di Amazon il 21 settembre 2017.
In Italia, la stagione è andata in onda in prima visione sul canale satellitare Sky Atlantic dal 10 gennaio al 7 febbraio 2018.
| nº | Titolo originale                     | Titolo italiano    | Pubblicazione USA | Prima TV Italia |
| -- | ------------------------------------ | ------------------ | ----------------- | --------------- |
| 1  | Standing Order                       | Ordine fisso       | 21 settembre 2017 | 10 gennaio 2018 |
| 2  | Groin Anomaly                        | Anomalia inguinale | 21 settembre 2017 | 10 gennaio 2018 |
| 3  | Pinkwashing Machine                  | Pink washing       | 21 settembre 2017 | 17 gennaio 2018 |
| 4  | Cool Guy                             | Quello fico        | 21 settembre 2017 | 17 gennaio 2018 |
| 5  | Born Again                           | Rinascita          | 21 settembre 2017 | 24 gennaio 2018 |
| 6  | I Never Promised You a Promised Land | Gerusalemme        | 21 settembre 2017 | 24 gennaio 2018 |
| 7  | Babar the Borrible                   | Babar il Borrible  | 21 settembre 2017 | 31 gennaio 2018 |
| 8  | Desert Eagle                         | Aquila del deserto | 21 settembre 2017 | 31 gennaio 2018 |
| 9  | They Is on the Way                   | Mar Morto          | 21 settembre 2017 | 7 febbraio 2018 |
| 10 | House Call                           | Visita a domicilio | 21 settembre 2017 | 7 febbraio 2018 |